# Olympische Sommerspiele 1964/Leichtathletik – 400 m (Frauen)

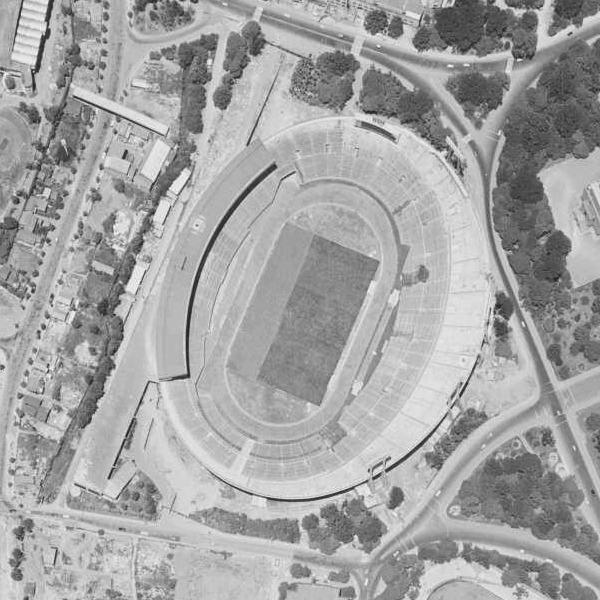
Luftaufnahme des Olympiastadions im Jahr 1963

Der 400-Meter-Lauf der Frauen bei den Olympischen Spielen 1964 in Tokio wurde vom 15. bis zum 17. Oktober 1964 im Olympiastadion Tokio ausgetragen. 23 Athletinnen nahmen an der olympischen Premiere dieser Disziplin in der Frauenleichtathletik teil.
Olympiasiegerin wurde die Australierin Betty Cuthbert. Sie gewann vor der Britin Ann Packer und der Australierin Judy Amoore.
Drei Deutsche gingen an den Start, Athletinnen aus Österreich, der Schweiz und Liechtenstein nahmen nicht teil. Erna Maisack schied in der Vorrunde aus.
Margarete Buscher erreichte das Halbfinale und scheiterte dort als Siebte ihres Laufes. Gertrud Schmidt qualifizierte sich für das Finale und belegte dort Rang sieben.

## Rekorde

### Bestehende Rekorde
| Weltrekord         | 51,9 s                                      | Shin Kim-dan ( Nordkorea)                   | Pjöngjang, Nordkorea                        | 23. Oktober 1962                            |
| Olympischer Rekord | Wettbewerb erstmals im olympischen Programm | Wettbewerb erstmals im olympischen Programm | Wettbewerb erstmals im olympischen Programm | Wettbewerb erstmals im olympischen Programm |

Anmerkung:
Nordkorea war nicht vom Weltleichtathletikverband IAAF anerkannt, darum starteten auch keine nordkoreanische Athletinnen in Tokio. Dennoch wurde die von Shin Kim-dan erzielte Zeit vom 23. Oktober 1962 offiziell in die Rekordlisten aufgenommen.

### Erster olympischer Rekord/Rekordverbesserungen
Ein erster olympischer Rekord wurde aufgestellt und anschließend dreimal verbessert:
- 54,4 s – Antónia Munkácsi (Ungarn), erster Vorlauf am 15. Oktober
- 53,1 s – Ann Packer (Großbritannien), dritter Vorlauf am 15. Oktober
- 52,7 s – Ann Packer (Großbritannien), erstes Halbfinale am 16. Oktober
- 52,0 s – Betty Cuthbert (Australien), Finale am 17. Oktober

## Durchführung des Wettbewerbs
36 Athletinnen traten am 15. Oktober zu insgesamt drei Vorläufen an. Die jeweils besten fünf Starterinnen – hellblau unterlegt – sowie die nachfolgend Zeitschnellste – hellgrün unterlegt – qualifizierten sich für das Halbfinale am 16. Oktober. Hieraus erreichten die jeweils vier besten Teilnehmerinnen – wiederum hellblau unterlegt – das Finale am 17. Oktober.

## Zeitplan
15. Oktober, 11:00 Uhr: Vorläufe

16. Oktober, 14;15 Uhr: Halbfinale

17. Oktober, 15:40 Uhr: Finale
Anmerkung: Alle Zeiten sind in Ortszeit Tokio (UTC + 9) angegeben.
Die für die nächste Runde direkt qualifizierten Athletinnen sind hellblau unterlegt, die über die Zeit qualifizierten Athletinnen hellgrün unterlegt.

## Vorläufe
Datum: 15. Oktober 1964, ab 11:00 Uhr
Wetterbedingungen: sonnig, 21 °C, Luftfeuchtigkeit ca. 51 %

### Vorlauf 1
| Platz | Name                     | Nation         | Offizielle Zeit handgestoppt | Inoffizielle Zeit elektronisch |
| ----- | ------------------------ | -------------- | ---------------------------- | ------------------------------ |
| 1     | Antónia Munkácsi         | Ungarn         | 0054,4 s erster OR           | 54,42 s                        |
| 2     | Tilly van der Zwaard     | Niederlande    | 0054,8 s                     | 54,86 s                        |
| 3     | Betty Cuthbert           | Australien     | 0056,0 s                     | k. A.                          |
| 4     | Joy Grieveson            | Großbritannien | 0056,8 s                     | k. A.                          |
| 5     | Kiyoko Ogawa             | Japan          | 0057,6 s                     | k. A.                          |
| 6     | Stephie D’Souza          | Indien         | 0058,0 s                     | k. A.                          |
| 7     | Erna Maisack             | Deutschland    | 0058,6 s                     | k. A.                          |
| 8     | Ramadsangiin Aldaa-Nysch | Mongolei       | 1:00,8 min                   | k. A.                          |

### Vorlauf 2
| Platz | Name                | Nation         | Offizielle Zeit handgestoppt | Inoffizielle Zeit elektronisch |
| ----- | ------------------- | -------------- | ---------------------------- | ------------------------------ |
| 1     | Marija Itkina       | Sowjetunion    | 54,9 s                       | 54,99s                         |
| 2     | Margarete Buscher   | Deutschland    | 55,3 s                       | 55,32 s                        |
| 3     | Una Morris          | Jamaika        | 55,3 s                       | 55,39 s                        |
| 4     | Maeve Kyle          | Irland         | 55,4 s                       | 55,42 s                        |
| 5     | Janell Smith        | USA            | 55,5 s                       | 55,56 s                        |
| 6     | Patricia Kippax     | Großbritannien | 55,5 s                       | 55,57 s                        |
| 7     | Abby Hoffman        | Kanada         | 55,9 s                       | 55,98 s                        |
| 8     | Samruay Charonggool | Thailand       | 1:04,0 min                   | k. A.                          |

### Vorlauf 3
| Platz | Name            | Nation         | Offizielle Zeit handgestoppt | Inoffizielle Zeit elektronisch |
| ----- | --------------- | -------------- | ---------------------------- | ------------------------------ |
| 1     | Ann Packer      | Großbritannien | 53,1 s OR                    | 53,18 s                        |
| 2     | Judy Amoore     | Australien     | 53,8 s000                    | 53,85 s                        |
| 3     | Évelyne Lebret  | Frankreich     | 54,8 s000                    | k. A.                          |
| 4     | Gertrud Schmidt | Deutschland    | 55,1 s000                    | k. A.                          |
| 5     | Olga Kazi       | Ungarn         | 56,5 s000                    | k. A.                          |
| 6     | Mary Rajamani   | Malaysia       | 57,8 s000                    | k. A.                          |
| 7     | Han Myung-hee   | Südkorea       | 58,7 s000                    | k. A.                          |

## Halbfinale
Datum: 16. Oktober 1964, ab 14:15 Uhr
Wetterbedingungen: sonnig, ca. 22 °C, Luftfeuchtigkeit ca. 43 %

### Lauf 1

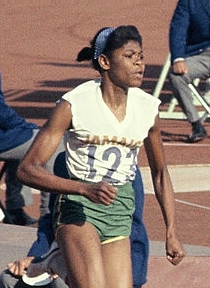
Una Morris – ausgeschieden als Sechste des ersten Halbfinals

| Platz | Name              | Nation         | Offizielle Zeit handgestoppt | Inoffizielle Zeit elektronisch |
| ----- | ----------------- | -------------- | ---------------------------- | ------------------------------ |
| 1     | Ann Packer        | Großbritannien | 52,7 s OR                    | 52,77 s                        |
| 2     | Betty Cuthbert    | Australien     | 53,8 s000                    | k. A.                          |
| 3     | Antónia Munkácsi  | Ungarn         | 54,0 s000                    | k. A.                          |
| 4     | Évelyne Lebret    | Frankreich     | 54,5 s000                    | k. A.                          |
| 5     | Joy Grieveson     | Großbritannien | 54,8 s000                    | k. A.                          |
| 6     | Una Morris        | Jamaika        | 54,9 s000                    | k. A.                          |
| 7     | Margarete Buscher | Deutschland    | 55,2 s000                    | k. A.                          |
| 8     | Kiyoko Ogawa      | Japan          | 57,1 s000                    | k. A.                          |

### Lauf 2
| Platz | Name                 | Nation         | Offizielle Zeit handgestoppt | Inoffizielle Zeit elektronisch |
| ----- | -------------------- | -------------- | ---------------------------- | ------------------------------ |
| 1     | Judy Amoore          | Australien     | 53,3 s                       | 53,39 s                        |
| 2     | Marija Itkina        | Sowjetunion    | 53,5 s                       | 53,50 s                        |
| 3     | Tilly van der Zwaard | Niederlande    | 54,1 s                       | 54,19 s                        |
| 4     | Gertrud Schmidt      | Deutschland    | 54,2 s                       | 54,27 s                        |
| 5     | Patricia Kippax      | Großbritannien | 54,4 s                       | k. A.                          |
| 6     | Janell Smith         | USA            | 54,5 s                       | k. A.                          |
| 7     | Maeve Kyle           | Irland         | 55,3 s                       | k. A.                          |
| DNS   | Olga Kazi            | Ungarn         |                              |                                |

## Finale

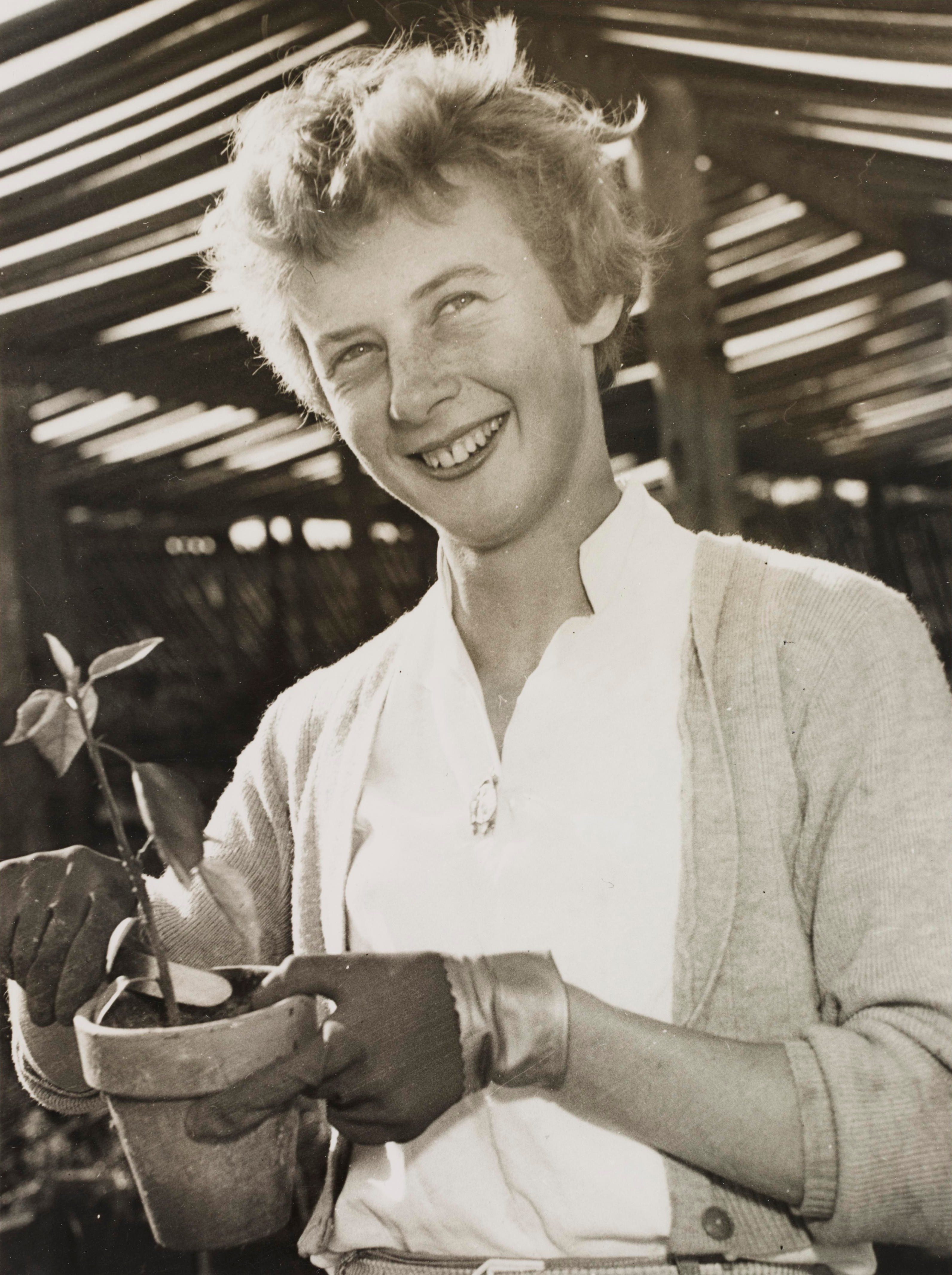
Nach dreimal Gold bei den Spielen acht Jahre zuvor wurde Betty Cuthbert die erste 400-Meter-Olympiasiegerin

Datum: 17. Oktober 1964, 15:40 Uhr
Wetterbedingungen: sonnig, ca. 23 °C, Luftfeuchtigkeit ca. 66 %
| Platz | Name                 | Nation         | Offizielle Zeit handgestoppt | Inoffizielle Zeit elektronisch |
| ----- | -------------------- | -------------- | ---------------------------- | ------------------------------ |
| 1     | Betty Cuthbert       | Australien     | 52,0 s OR                    | 52,01 s                        |
| 2     | Ann Packer           | Großbritannien | 52,2 s000                    | 52,20 s                        |
| 3     | Judy Amoore          | Australien     | 53,4 s000                    | k. A.                          |
| 4     | Antónia Munkácsi     | Ungarn         | 54,4 s000                    | k. A.                          |
| 5     | Marija Itkina        | Sowjetunion    | 54,6 s000                    | k. A.                          |
| 6     | Tilly van der Zwaard | Niederlande    | 55,2 s000                    | k. A.                          |
| 7     | Gertrud Schmidt      | Deutschland    | 55,4 s000                    | k. A.                          |
| 8     | Évelyne Lebret       | Frankreich     | 55,5 s000                    | k. A.                          |

Als Favoritinnen galten vor allem die ehemalige Weltrekordlerin Marija Itkina, Europameisterin von 1958 und 1962, sowie die Britin Ann Packer. Letztere war im Halbfinale die schnellste Zeit aller Teilnehmerinnen gelaufen. Dabei hatte sie einen neuen olympischen und gleichzeitig neuen Europarekord aufgestellt. Die Weltrekordinhaberin Shin Kim-dan aus Nordkorea konnte an diesen Spielen nicht teilnehmen, da ihr Verband vom Weltleichtathletikverband IAAF nicht anerkannt war.
Im Finale übernahm die Australierin Betty Cuthbert schon früh die Führung. Sie hatte nach ihren drei Goldmedaillen von 1956 ein Comeback auf dieser neuen olympischen Strecke. Nach 200 Metern lag sie schon mit zwei Metern Vorsprung in Front. Packer holte auf der Zielgeraden auf, konnte die Australierin jedoch nicht mehr erreichen, obwohl sie sich gegenüber dem Halbfinale noch einmal um eine halbe Sekunde steigerte. Mit neuem olympischen Rekord, der nur um eine Zehntelsekunde über dem Weltrekord lag, wurde Betty Cuthbert die erste Olympiasiegerin über 400 Meter vor Ann Packer, die drei Tage später Gold über 800 Meter gewinnen sollte. Bronze ging an die Australierin Judy Amoore. Vierte und Fünfte wurden die Ungarin Antónia Munkácsi und die sowjetische Mitfavoritin Marija Itkina.
Für Betty Cuthbert war es der vierte Olympiasieg in ihrer Karriere. Zuvor hatte sie bei den Spielen 1956 in Melbourne die Rennen über die Sprintstrecken (100/200 Meter) gewonnen und war siegreich gewesen mit der 4-mal-100-Meter-Staffel ihres Landes.

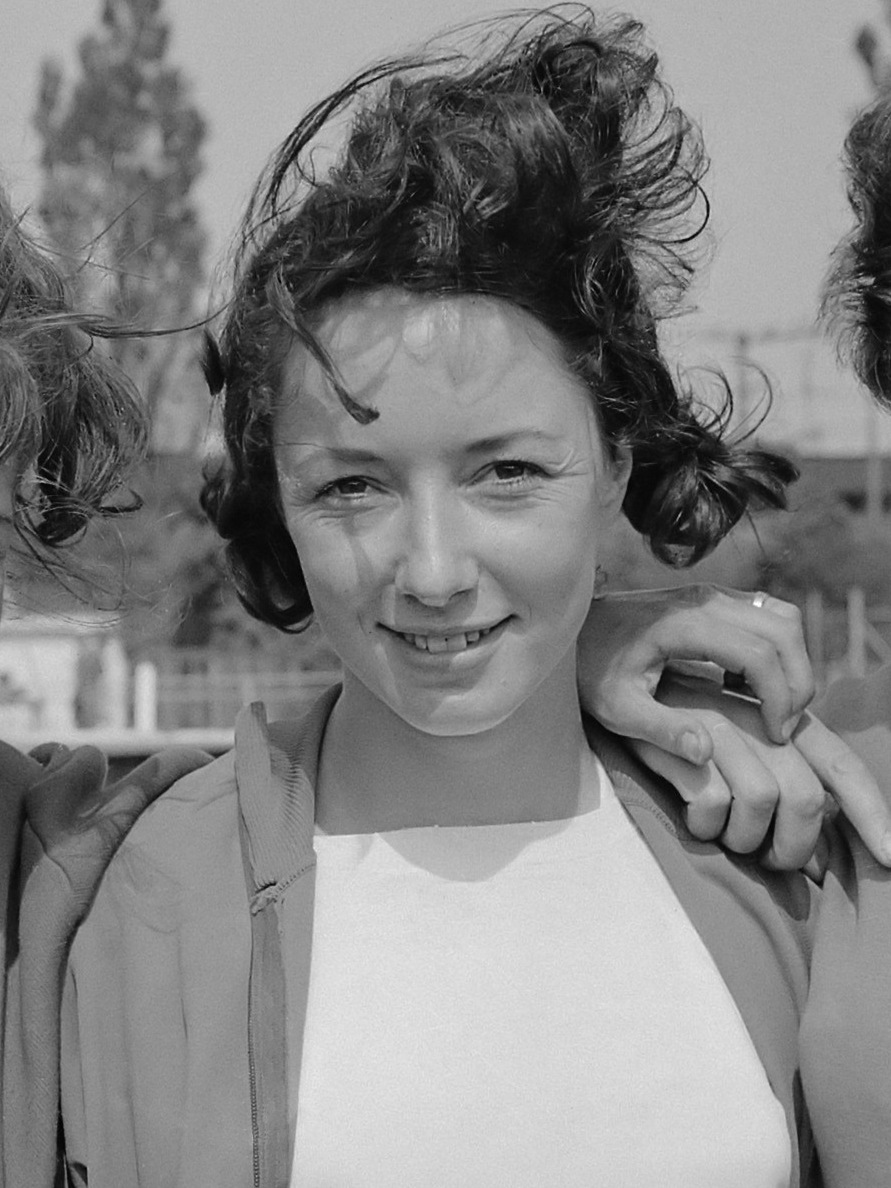
Die Silbermedaillengewinnerin Ann Packer gewann drei Tage später Gold über 800 Meter
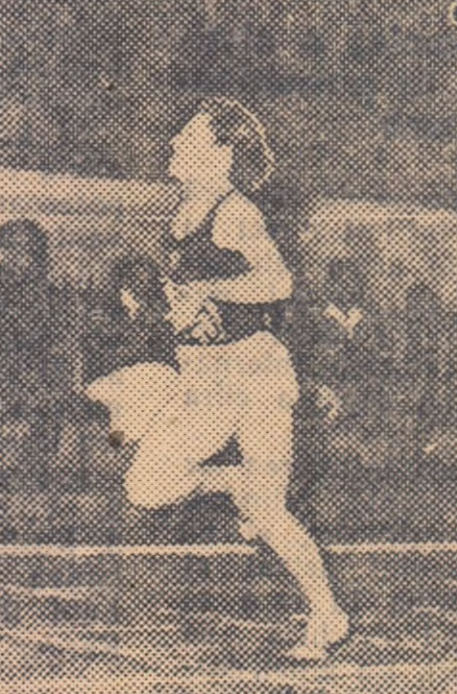
Mitfavoritin Marija Itkina musste sich mit Rang fünf begnügen
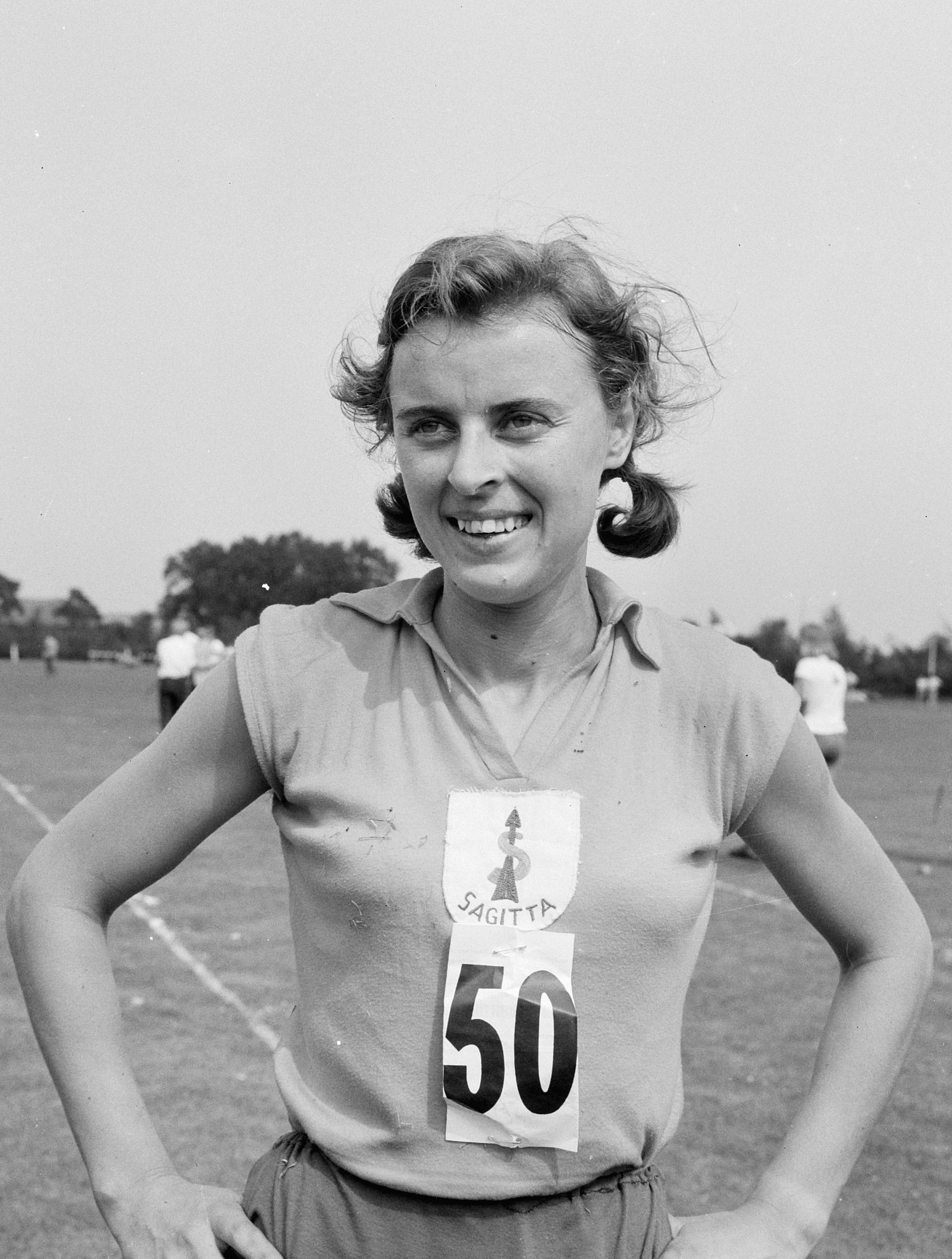
Tilly van der Zwaard erreichte Platz sechs

## Video
- Tokyo 1964 Betty Cuthbert, 400m (Amateur Footage), youtube.com, abgerufen am 30. Oktober 2017